# John Soelberg Wells
Pour les articles homonymes, voir John Wells (homonymie) et Wells.
John Soelber Wells (1824-1879) est un scientifique ophtalmologiste écossais. Il obtient son doctorat à l'université d'Édimbourg en 1856 et passe quelques années à Berlin comme étudiant.
Il est l'un des assistants d'Albrecht von Gräfe (1828-1870). 
En 1860, Soelberg Wells rejoint l'équipe de Moorfields à Londres, d'abord en tant qu'assisant clinicien de William Bowman et, à partir de 1867 jusqu'à sa mort, comme chirurgien spécial pour les maladies des yeux au King's college hospital et comme chirurgien au Royal ophtalmic hospital. En 1865, Wells devient professeur d'ophtalmologie au College Royal de Londres.

## Ses œuvres
Bien que son apport soit indéniable dans le domaine de l'ophtalmologie, ses ouvrages ne furent que faiblement diffusés en France.
- On long, short, and weak sight and their treatment (1864), traduit en Des Vues longues, courtes et faibles, par G. Darin, Paris, Adrien Delahaye, 1874. Cet ouvrage pratique permit aux médecins de diagnostiquer et prescrire avec méthode à une époque où on s'en remettait aux tatônements et aux essais plus ou moins heureux des opticiens.

- A Treatise on the Diseases of the Eye (1869), traduit en Traité pratique des maladies des yeux, Paris, Baillière, 1873[2].